# 李邕

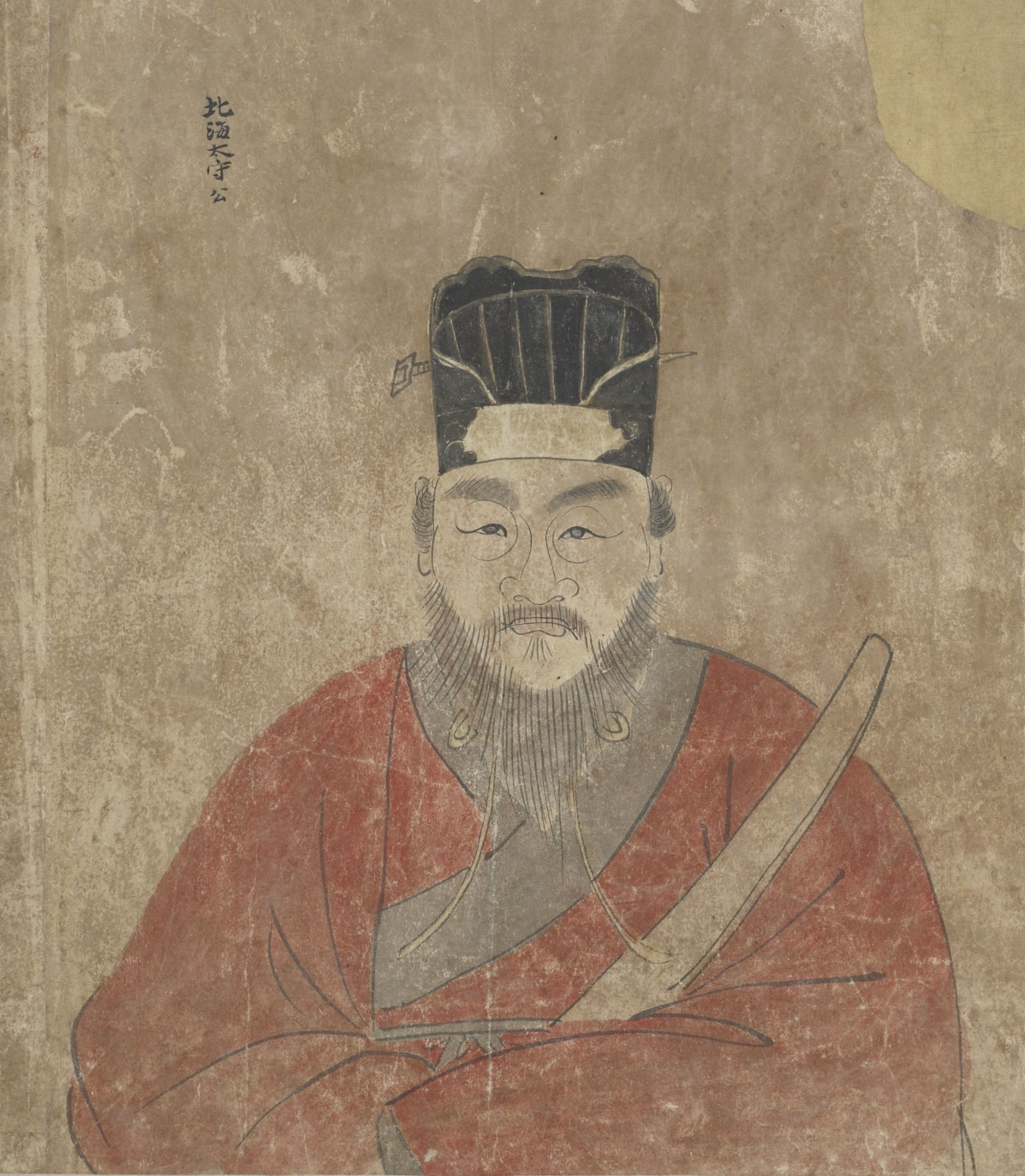
李邕画像

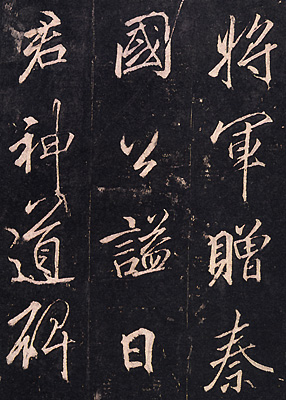
李思训碑

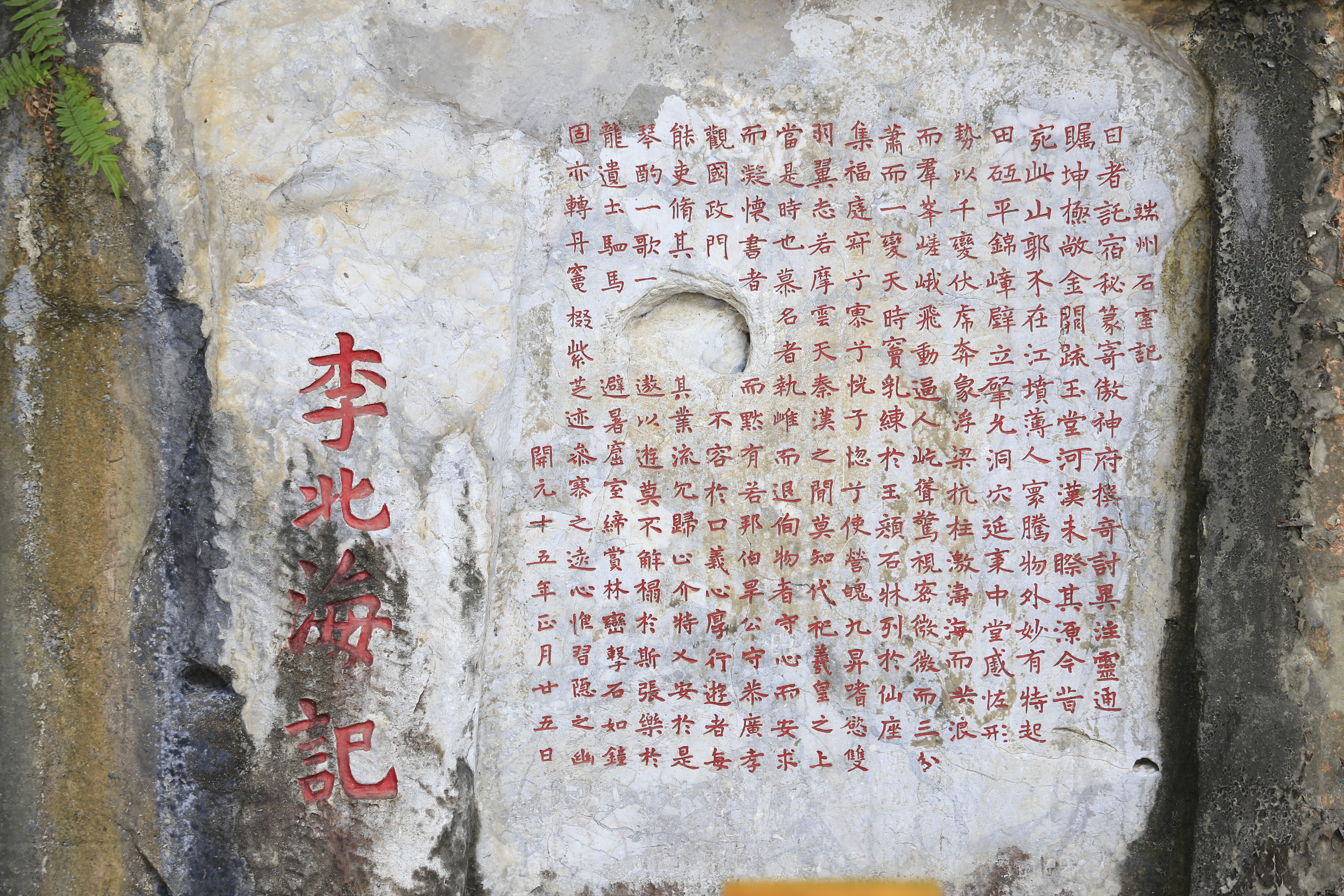
李邕《端州石室记》，位于广东肇庆七星岩

李邕（674年—746年），字太和，廣陵江都（今中華人民共和國江苏省揚州市）人，一說江夏咸宁（今湖北咸宁市）人，其父為文選學大家李善。曾任北海太守，故人称李北海，唐朝书法家。
李邕为行书碑法大家，书法风格奇伟倜傥，李後主說：“李邕得右將軍之氣而失於體格。”《宣和書譜》說：“邕精於翰墨，行草之名由著。初學右將軍行法，既得其妙，乃復擺脫舊習，筆力一新。”传世碑刻有《麓山寺碑》、《李思训碑》等。

## 生平
李邕在长安初年（701年），被内史李峤及监察御史张庭珪推荐为左拾遗。御史中丞宋璟弹劾张昌宗、张易之兄弟，武则天开始不理睬，李邕在阶下大声进言：“臣观宋璟之言，事关社稷，望陛下可其奏。”武则天不能应答，只好应允宋璟所请。
唐中宗即位，任用妖人郑普思为秘书监，李邕上书进谏，被出为南和令，又贬富州司户。
唐隆元年（710年），临淄王李隆基和太平公主发动唐隆政变，唐睿宗上台，李邕召拜左台殿中侍御史，改户部员外郎，又因交好崔日用，被崔日用的政敌岑羲贬为崖州舍城丞。开元三年（715年），擢为户部郎中。
李邕素与黄门侍郎张庭珪友善。时姜皎得宠，与廷珪谋划引李邕为御史台宪官。事清泄露，中书令姚崇嫉恨李邕险躁，将他贬为括州員外司马。開元六年(718年)十一月，宋璟奏請除渝州刺史，九年(721年)遷海州刺史，十一年冬遷陈州刺史。
开元七年至九年前后，唐朝大诗人李白年轻时在渝州谒见李邕，希望他能举荐自己。但李白不拘俗礼，放言高论，李邕不悦。在离别的时候，李白写了《上李邕》一诗，表达了自己的大志。
开元十三年（725年），唐玄宗车驾从泰山回京，李邕在汴州谒见，献上所作词赋，颇得玄宗的好感。于是到处炫耀自夸，称自己当居宰相之位，中书令张说听闻后感到很厌恶。不久李邕在陈州贪赃枉法的事情败露，被下狱判处死刑。减免死罪后，十四年春李邕被贬为钦州遵化县尉，流放岭南，十七年為澧州司馬。他在岭南从宦官杨思勖讨贼有功，二十三年升括州刺史，性喜興利除害，因而被誣陷獲罪，幸得玄宗下詔勿須彈劾。又累转淄、滑等州刺史。天宝初年，为汲郡、北海二太守。
李邕當官時經常受賄，而且喜歡带人到处骑马狩猎。天寶五年（746年），他的贪赃枉法再次被人弹劾，又曾经送给左驍衛兵曹參軍柳勣马一匹，柳勣下狱问罪，吉温令他诬告李邕私自在背後议论皇帝，并以所送的马匹为贿赂证据，宰相李林甫素來討厭他，就認同他的定罪，玄宗下敕令刑部员外郎祁顺之、监察御史罗希奭前往北海郡将他诛杀，时年七十三。安史之乱后，李邕因恩例，獲代宗赠秘书监。大历三年（768年）由侄子李暄从郓州东卅里迁回洛阳安葬。他著有文集一百零八卷，今《全唐诗》、《全唐文》录存其诗十二首、文六十三篇。
李邕被害后，李白在其诗《答王十二寒夜独酌有怀》中写道“君不见李北海，英风豪气今何在！”，表达了对李林甫迫害贤良的控诉。

## 家族
父李善，學者。
妻温氏，太原郡君，有三子：
- 李颖
- 李岐，字伯道[5]
- 李晓

## 延伸阅读
[在维基数据编辑]
 在维基文库阅读此作者作品（ 在维基共享资源阅览影像）
 《舊唐書/卷190中》，出自刘昫《舊唐書》
- 刘会胜、李娅《李善、李邕籍贯及世系考辨》2008年3月
- 《旧唐书·列传第一百四十·文苑中》